# Collemiers
Collemiers település Franciaországban, Yonne megyében. Lakosainak száma 661 fő (2022. január 1.). Collemiers Paron, Cornant, Égriselles-le-Bocage, Gron, Subligny és Villeneuve-la-Dondagre községekkel határos.

## Népesség
A település népességének változása:
| Lakosok száma | 588  | 635  | 675  | 660  | 667  | 676  | 671  | 666  | 661  |
|               | 2013 | 2015 | 2016 | 2017 | 2018 | 2019 | 2020 | 2021 | 2022 |